# Nicholas Courtney
William Nicholas Stone Courtney (Il Cairo, 16 dicembre 1929 – Londra, 22 febbraio 2011) è stato un attore britannico, noto in particolar modo per aver interpretato il Brigadiere Alistair Gordon Lethbridge-Stewart nella serie televisiva della BBC Doctor Who.

## Biografia
Figlio di un diplomatico britannico, cresce in vari posti del mondo (Francia, Kenya ed Egitto). Da parte materna, discende dal politico neozelandese John Cuff. Servì le Forze armate britanniche per 18 mesi, lasciandole in quanto non voleva sostenere una carriera militare. Studiò recitazione alla Webber Douglas Academy of Dramatic Art di Londra, dove dopo due anni a recitare nei teatri di Northampton, si stabilì nella capitale dal 1961. Il suo ruolo più noto (forse per il fatto che era nell'esercito) è quello del Brigadiere Alistair Gordon Lethbridge-Stewart nella nota serie fantascientifica Doctor Who, dove era precedentemente apparso in ruoli minori. Era sposato con una donna di nome Madeleine da cui ebbe due figli, Philip e Bella.

## Filmografia

### Cinema
- Doppia coppia all'otto di picche (Bullseye!), regia di Michael Winner (1990)

### Televisione
- Agente speciale (The Avengers) – serie TV, 2 episodi (1962-1967)
- Il Santo (The Saint) – serie TV, 2 episodi (1965)
- Riviera Police – serie TV, episodio 1x07 (1965)
- Doctor Who – serie TV, 107 episodi (1965-1989)
- Poliziotti in cilindro: i rivali di Sherlock Holmes (The Rivals of Sherlock Holmes) – serie TV, 1 episodio (1973)
- Creature grandi e piccole (All Creatures Great and Small) – serie TV, 1 episodio (1980)
- Yes Minister – serie TV, 1 episodio (1987)
- Only Fools and Horses – serie TV, 1 episodio (1988)
- Metropolitan Police – serie TV, 2 episodi (1991-2007)
- Screen One – serie TV, 1 episodio (1992)
- Then Churchill Said to Me  – serie TV, 6 episodi (1993)
- Dimensions in Time - film TV (1993)
- Doctors – serie TV, 1 episodio (2005)
- Casualty – serie TV, 1 episodio (2007)
- Le avventure di Sarah Jane (The Sarah Jane Adventures) – serie TV, 2 episodi (2008)